# Бережанка (Чортковский район)

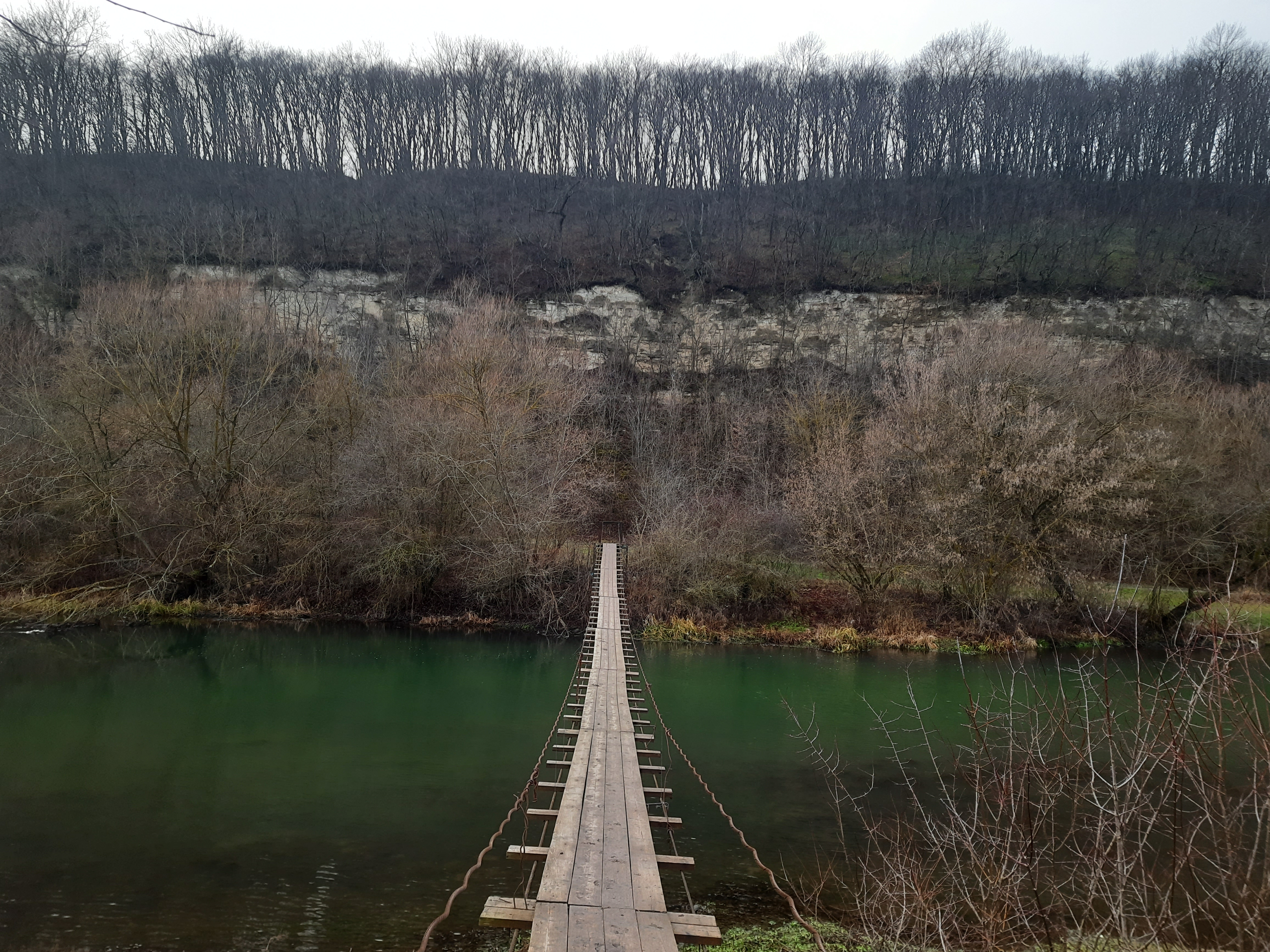
Подвесной мост через реку Збруч вблизи села Бережанка.

Бережа́нка (укр. Бережанка) — село в Скала-Подольской поселковой общине Чортковского района Тернопольской области Украины.
До 2020 года входило в Борщёвский район.
Код КОАТУУ — 6120883002. Население по переписи 2001 года составляло 237 человек.

## Географическое положение
Село Бережанка находится на правом берегу реки Збруч, которая окружает село с трёх сторон,
выше по течению на расстоянии в 3 км расположен посёлок Скала-Подольская,
ниже по течению на расстоянии в 2 км расположено село Троица,
на противоположном берегу — село Малая Бережанка.